# Новий стадіон (Бордо)
Новий стадіон або Матмют-Атлантик (фр. Nouveau Stade de Bordeaux) — багатофункціональний стадіон у місті Бордо. Вміщає 42 115 глядачів. На ньому свої домашні матчі проводить футбольний клуб «Бордо». Стадіон використовується як для футбольних матчів, так і для регбійних матчів.

## Історія
Будівництво почалося в 2013 році і закінчилося в квітні 2015, сам стадіон був відкритий 18 травня 2015. Відомий також під назвою «Матмют-Атлантик». 
Перший матч ФК «Бордо» як господар поля провів 23 травня 2015 проти Монпельє, це був матч 33 туру чемпіонату Франції сезону 2014/15. Місткість стадіону 43 000 глядачів. 
На стадіоні відбувся півфінал сезону 2014/15 регбійного Топ-14.
Наступного сезону тут пройдуть п'ять матчів Євро-2016, у тому числі один чвертьфінал.

## Чемпіонат Європи з футболу 2016
Матчі чемпіонату Європи 2016 року, які пройшли на стадіоні.
| Дата           | Час (CET) | Збірна #1 | Рахунок        | Збірна #2  | Раунд       | Глядачі |
| -------------- | --------- | --------- | -------------- | ---------- | ----------- | ------- |
| 11 червня 2016 | 18:00     | Уельс     | 2–1            | Словаччина | Група B     | 37,831  |
| 14 червня 2016 | 18:00     | Австрія   | 0–2            | Угорщина   | Група F     | 34,424  |
| 18 червня 2016 | 15:00     | Бельгія   | 3–0            | Ірландія   | Група E     | 39,493  |
| 21 червня 2016 | 21:00     | Хорватія  | 2–1            | Іспанія    | Група D     | 37,245  |
| 2 липня 2016   | 21:00     | Німеччина | 1–1 (пен. 6–5) | Італія     | Чвертьфінал | 38,764  |